# Cerkiew św. Olgi we Franciszkowych Łaźniach
Cerkiew św. Olgi – cerkiew prawosławna we Franciszkowych Łaźniach, w archidekanacie karlowarskim eparchii praskiej Kościoła Prawosławnego Czech i Słowacji.

## Historia
Pierwsza prawosławna placówka duszpasterska we Franciszkowych Łaźniach powstała na potrzeby turystów rosyjskich, nabożeństwa w niej odbywały się w niej jedynie latem, w wynajmowanych pomieszczeniach. Dzisiejsza świątynia powstała w latach 1881–1889 według projektu Gustawa Widermana. Pracami budowlanymi i wcześniejszą zbiórką pieniędzy kierował specjalny komitet. Cerkiew została poświęcona 25 czerwca 1889. W dziesięć lat później była remontowana, a w 1901 została otoczona murem kamiennym. Cerkiew działała do I wojny światowej, kiedy została zamknięta.
W latach 1920–1930 cerkiew pozostawała w jurysdykcji Zachodnioeuropejskiego Egzarchatu Rosyjskiego Kościoła Prawosławnego, a następnie Zachodnioeuropejskiego Egzarchatu Parafii Rosyjskich. Ponownie cerkiew straciła status parafialnej, nabożeństwa w niej odbywały się w miesiącach letnich.
5 maja 1939 cerkiew została decyzją władz lokalnych przekazana Rosyjskiemu Kościołowi Prawosławnemu poza granicami Rosji. Latem 1945 ponownie trafiła do Zachodnioeuropejskiego Egzarchatu Rosyjskiego Kościoła Prawosławnego, a po 1951 do Kościoła Prawosławnego Czechosłowacji.